# Agrilus aries
Agrilus aries – gatunek chrząszcza z rodziny bogatkowatych i podrodziny Agrilinae.
Gatunek ten opisany został w 2018 roku przez Eduarda Jendeka i Wasilija Griebiennikowa na łamach Zootaxa. Jako miejsce typowe wskazano okolice Gnai i góry Phou Pan w Laosie.
Chrząszcz o wrzecionowatym w zarysie ciele długości 3,1–4,8 mm. Wierzch ciała jest jednobarwny, zielony do brązowego. Głowa wyposażona jest w oczy złożone o średnicy mniejszej niż połowa szerokości ciemienia. Ciemię jest gęsto pomarszczone. Czoło samca jest złotozielone, zaś samicy złotopomarańczowe. Czułki mają piłkowanie zaczynające się od czwartego członu. Przedplecze jest podłużne do kwadratowego, najszersze na przedniej krawędzi; ma łukowaty płat przedni dosięgający przed przednie kąty, proste brzegi boczne oraz rozwarte kąty tylne. Na powierzchni przedplecza występują wcisk tylno-środkowy i para płytkich wcisków bocznych. Prehumerus ma formę żebrowatą. Boczne żeberka przedplecza są umiarkowanie zbieżne. Pokrywy są nieowłosione i mają wspólnie wyokrąglone wierzchołki. Przedpiersie ma łukowato, szeroko i płytko wykrojoną odsiebną krawędź płata oraz płaski i wyraźnie rozszerzony wyrostek międzybiodrowy. Zapiersie odznacza się płaskim wyrostkiem międzybiodrowym. Odwłok ma zmodyfikowany guzkami pierwszy z widocznych sternitów (wentryt) oraz łukowatą wierzchołkową krawędź pygidium. Genitalia samca cechują się lekko asymetrycznym edeagusem o największej szerokości w części wierzchołkowej.
Owad orientalny, endemiczny dla Laosu, znany tylko z prowincji Houaphan.